# Academia Aragonesa de Gastronomía
La Academia Aragonesa de Gastronomía fue fundada como una asociación cultural el uno de abril de 1995 y se adaptó posteriormente a la Ley Orgánica 1/2002, de 22 de marzo, reguladora del Derecho de Asociación. Se rige, en cuanto no se oponga a dicha normativa general, por los preceptos de sus Estatutos, de los Reglamentos de Régimen Interior u otros que pudieran aprobarse por la propia Academia. 

## Académicos
- Miembros Fundadores
- Miembros Electos

## Publicaciones de la Academia
- Discursos de Ingreso de los Académicos

Abad Alegría, Francisco. "Color rojizo en nuestra historia culinaria. El especiado con azafrán y pimentón en las cocinas hispanas"(2001). Beltrán Lloris, Miguel. "Ab Ovo Ad Mala: Cocina y alimentación en el Aragón romano" (2002). Cacho Palomar, Juan. "El roble, la barrica y la crianza del vino tinto" (2009) . Fatás Cabeza, Guillermo. "Agua, sal, pan, vino y aceite en Roma" (2002) . González Vera, Ángel. "Influencia de los afrodisíacos y el erotismo en la gastronomía"(2011) . González Vivanco, Pedro. "El queso y su ilustre familia. Los quesos artesanos aragoneses" (2002). Lascasas Monreal, Santiago. "Biografía del café" (2010) . Pisa Villarroya, José-María. "La salsa mahonesa antes y después de Teodoro Bardají" (1999). Safont Molinero, Mª Luisa. "El Arte y la Gastronomía" (2000) .
- Otras Publicaciones

Beltrán Martínez, Antonio. “Comer y beber en Aragón. La Academia Aragonesa de Gastronomía y sus propósitos”. Conferencia pronunciada por Antonio Beltrán Martínez el 28 de noviembre de 1995. (Ibercaja, 1995, 62 páginas. Edición no venal)
"Embutidos y curados del Valle del Ebro" Actas de las jornadas organizadas por la Academia Aragonesa de Gastronomía en Zaragoza, 12 y 13 de noviembre de 2004. (Adico, 2005)
AA.VV. El aceite de oliva en Aragón: situación actual del oro líquido aragonés y debate en torno a su futuro: sesión monográfica de la Academia Aragonesa de Gastronomía, Zaragoza 11 de diciembre de 2007, sede de Pieralisi España. (2008, edición no venal)
AA.VV. “Ocho productos “escasos” en la Gastronomía aragonesa” (Academia Aragonesa de Gastronomía, 2010). Esta obra ofrece las intervenciones de los académicos en la Sala de Ámbito Cultural de El Corte Inglés (Zaragoza) entre octubre de 2008 y mayo de 2009, bajo los temas y autores siguientes: La alcaparra: un producto del desierto en la alta cocina, por José-Maria Pisa.- El tomate seco de Caspe, por Miguel Caballú.- La uva parraleta, de la extinción a la excelencia, por Juan Cacho.- Las variedades escasas de la aceituna de mesa en Aragón, por Ángel-Luis González Vera.- La producción caprina en Aragón. Biodiversidad y Gastronomía en el cabrito, por Isidro Sierra Alfranca.- Trufas y Turmas: tesoros ocultos de Aragón, por Ángel de Uña y Villamediana.- El azafrán en Aragón. Presentación del libro de este título, producido por la Academia en colaboración con la editorial “La Val de Onsera” y escrito por José-María Pisa.- Del anís escarchado a la garnacha dulce. La evolución de los licores en Aragón, por Juan Barbacil.